# 翻糖
翻糖糖霜（英語：Fondant icing，或称翻糖或方旦糖）， 是一种用于装饰或雕刻蛋糕和糕点的糖霜。它由糖、水、明胶、植物脂肪或起酥油和甘油制成。 它没有大多数糖霜的质地；轧製的翻糖类似于坚硬的粘土，而倒翻糖是一种粘稠的液体。

## 翻糖的味道
翻糖味甜，而翻糖蛋糕的味道，主要取决于它里面的蛋糕部分。

## 翻糖的种类

### 軋製翻糖
軋製翻糖与浇注软糖不同，常用于装饰婚礼蛋糕。传统婚礼蛋糕是用杏仁糖和皇家糖衣制作的，但由于很多人对坚果过敏，翻糖越来越普遍，因为它不含杏仁粉。翻糖包含明胶（或素食食谱中的琼脂）和食品级甘油，可使糖保持柔软并形成面团般的稠度。翻糖像馅饼皮一样擀开，用来盖住蛋糕。

### 商业翻糖
商场货架上的翻糖通常主要由糖和氢化油组成。但是，市售的耐贮存翻糖有不同的配方，包括其他成分，例如糖、纤维素胶和水。

### 棉花翻糖
棉花翻糖是一种卷状翻糖，通常由家庭面包师和爱好者制作和使用。棉花翻糖由融化的耐贮藏棉花糖、水、糖粉和固体植物起酥油混合而成。由于所需的原料很容易获得，因此家庭面包师使用此食谱制作自制翻糖。 

### 雕刻翻糖
雕刻翻糖類似于軋製的翻糖，但具有更硬的稠度，这使其成为一种很好的蛋糕雕刻材料。

### 口香糖膏
口香糖膏类似于翻糖，但会完全变硬——因此用于较大的蛋糕装饰，例如新娘和新郎的形象、较大的花朵等。糖浆主要由蛋清、糖粉和起酥油制成。 可以添加Tylose使口香糖膏更柔韧，适合精细加工。 

## 倒翻糖制作的物理化学原理
倒翻糖是用蔗糖使水过饱和形成的。在沸点时溶解在水中的糖是在室温下溶解的糖的两倍多。蔗糖溶解后，如果让溶液不受干扰地冷却，糖会一直溶解在过饱和溶液中，直到发生成核。当溶液过饱和时，如果厨师将晶种（未溶解的蔗糖）放入混合物中或搅拌溶液，溶解的蔗糖就会结晶形成大而松脆的晶体（这就是冰糖的制作方法）。然而，如果厨师让溶液不受干扰地冷却，然后剧烈搅拌，它会形成许多微小的晶体，从而产生质地光滑的翻糖。

## 圖片集

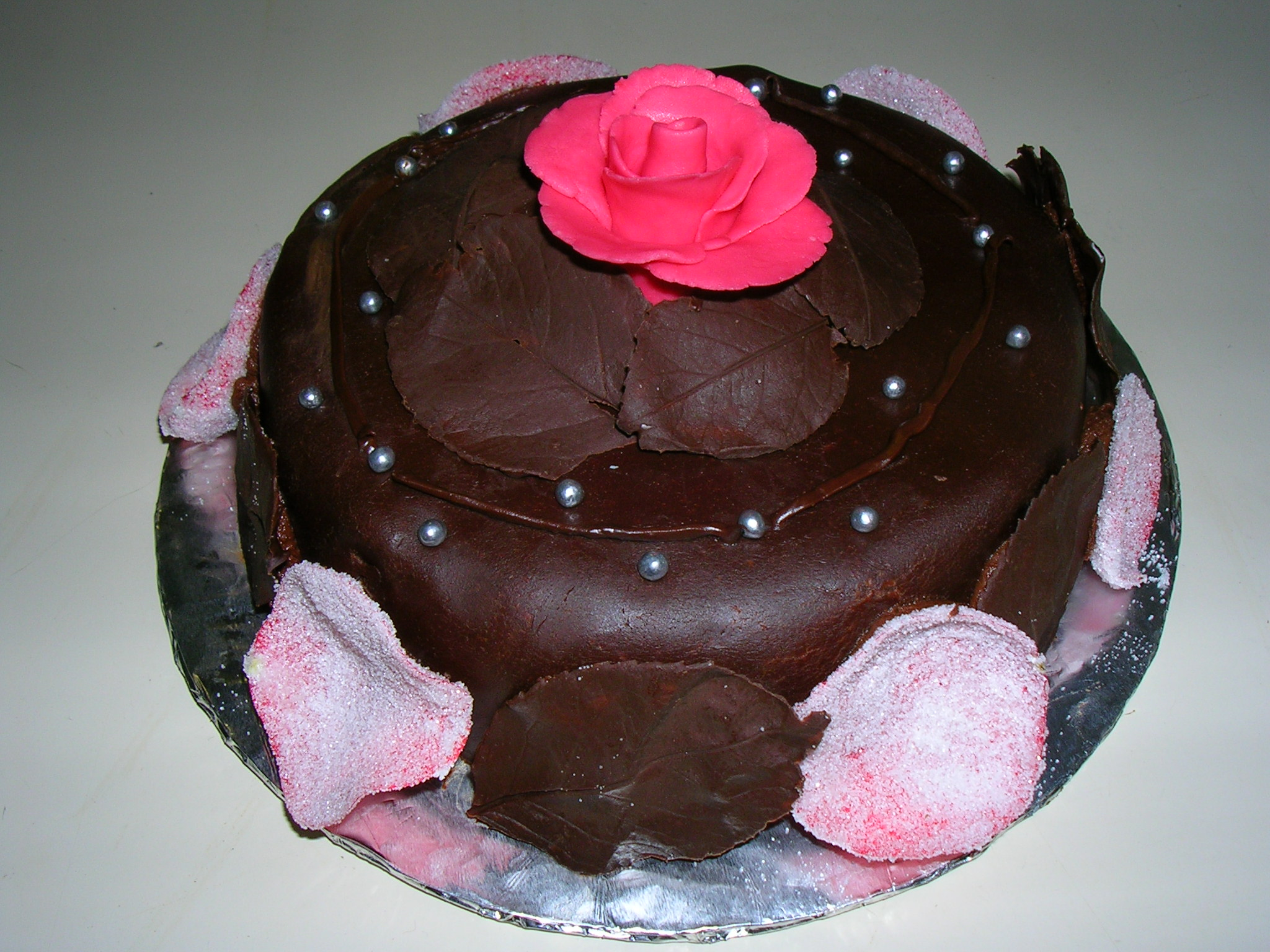
覆盖着巧克力翻糖的蛋糕
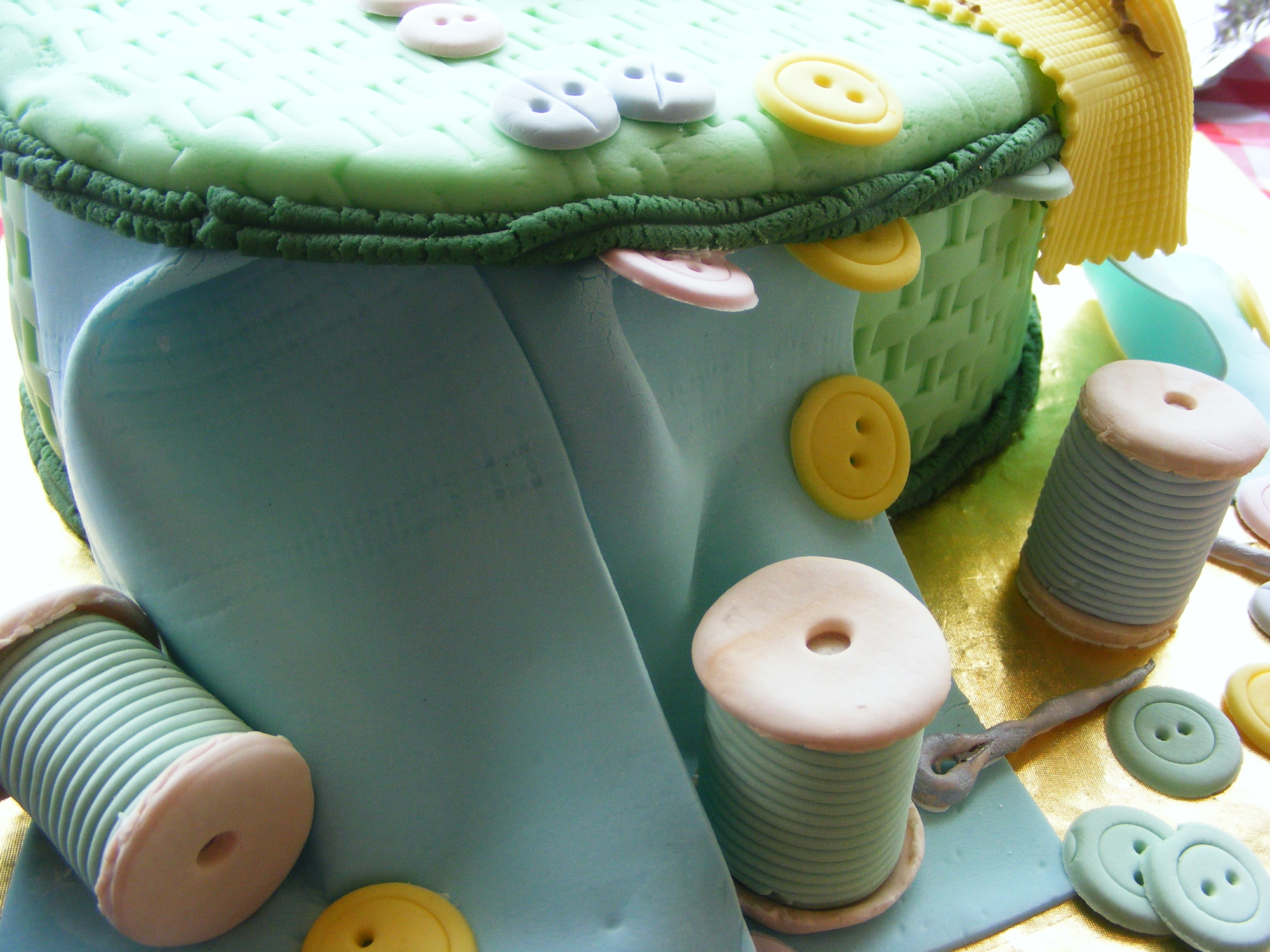
针线包状的翻糖蛋糕
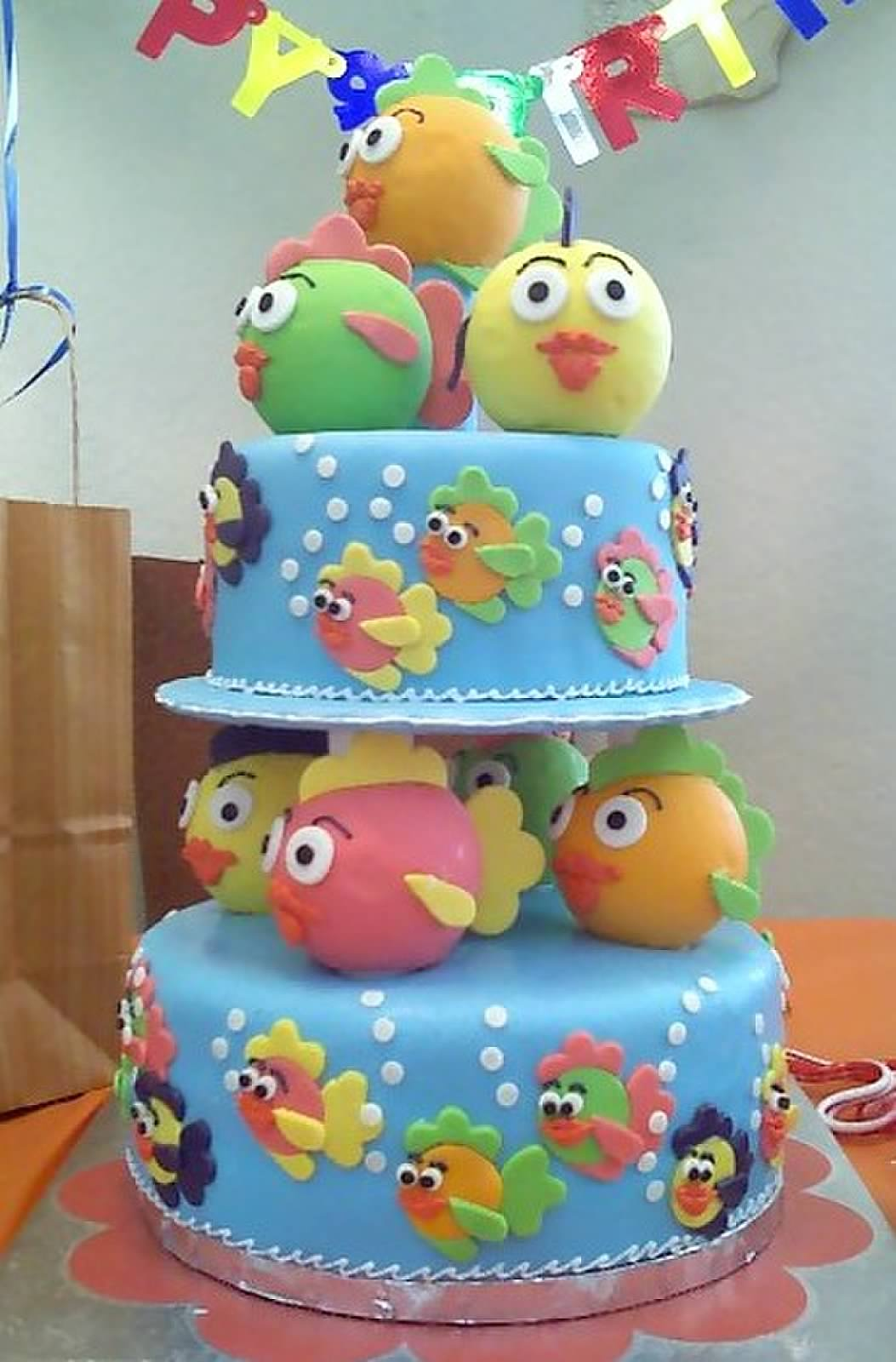
贴花蛋糕使用一层或多层剪裁的翻糖片来提供颜色和深度。
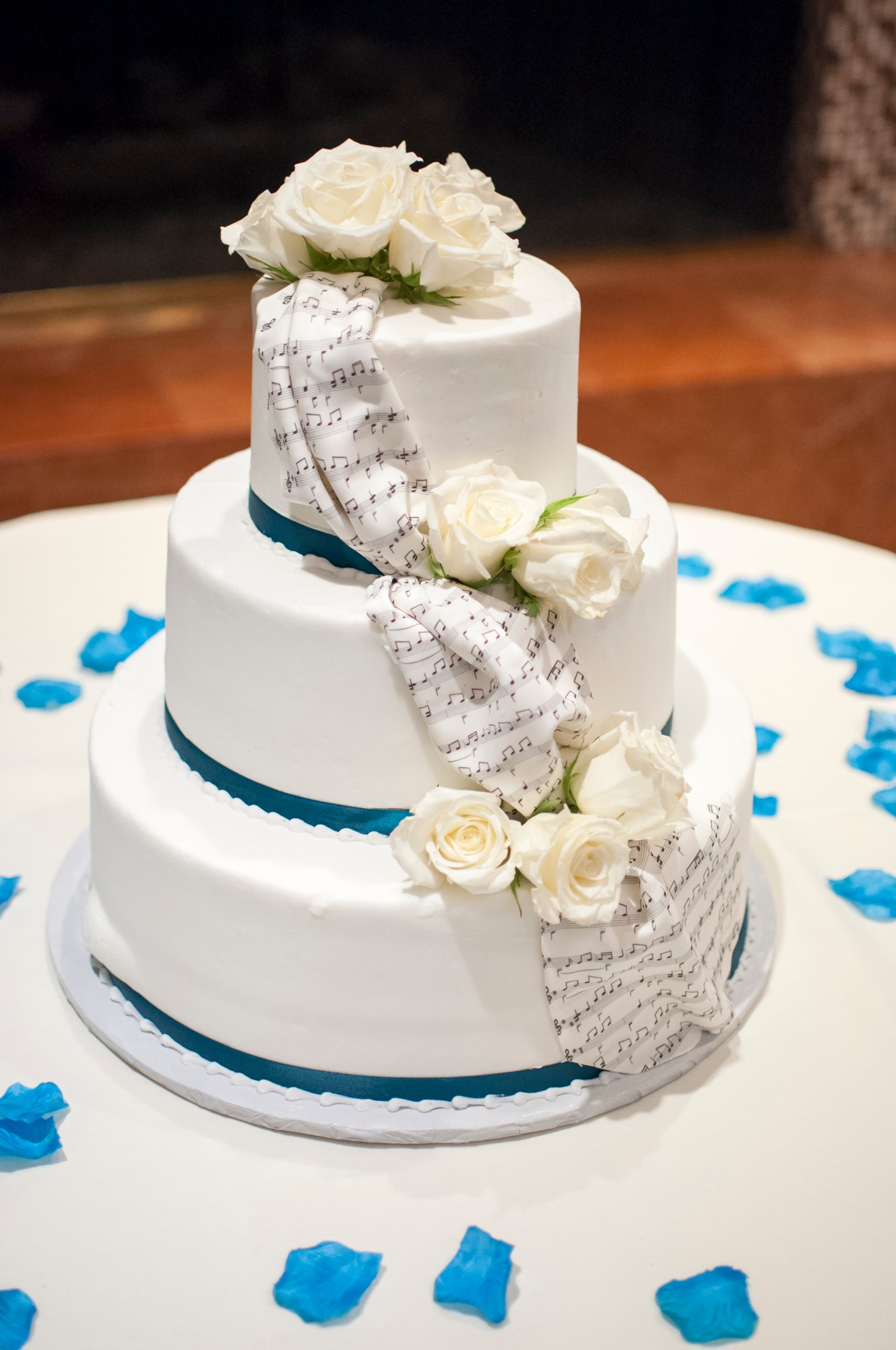
用翻糖制作的蛋糕与鲜花
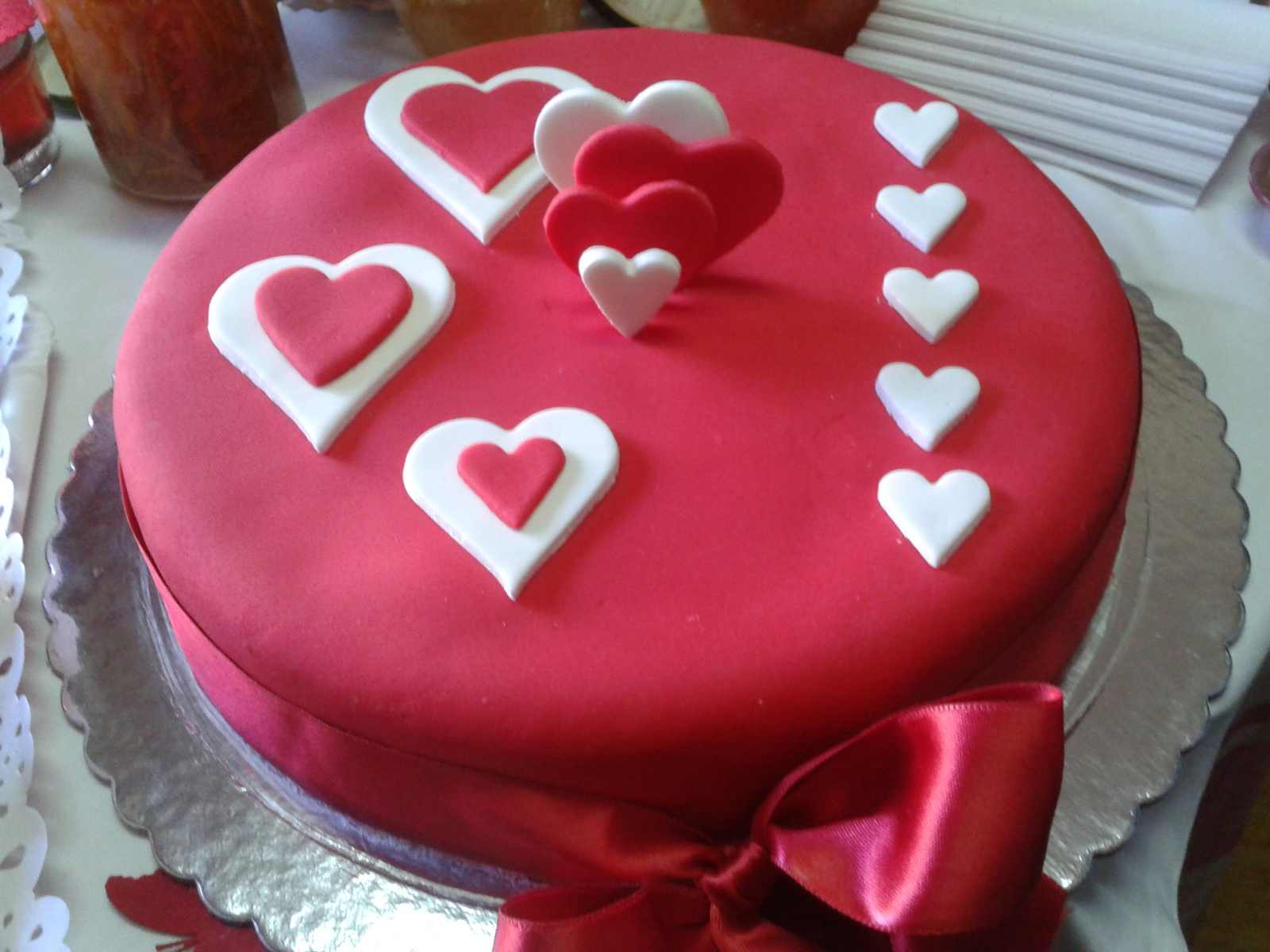
情人节蛋糕上的红色翻糖
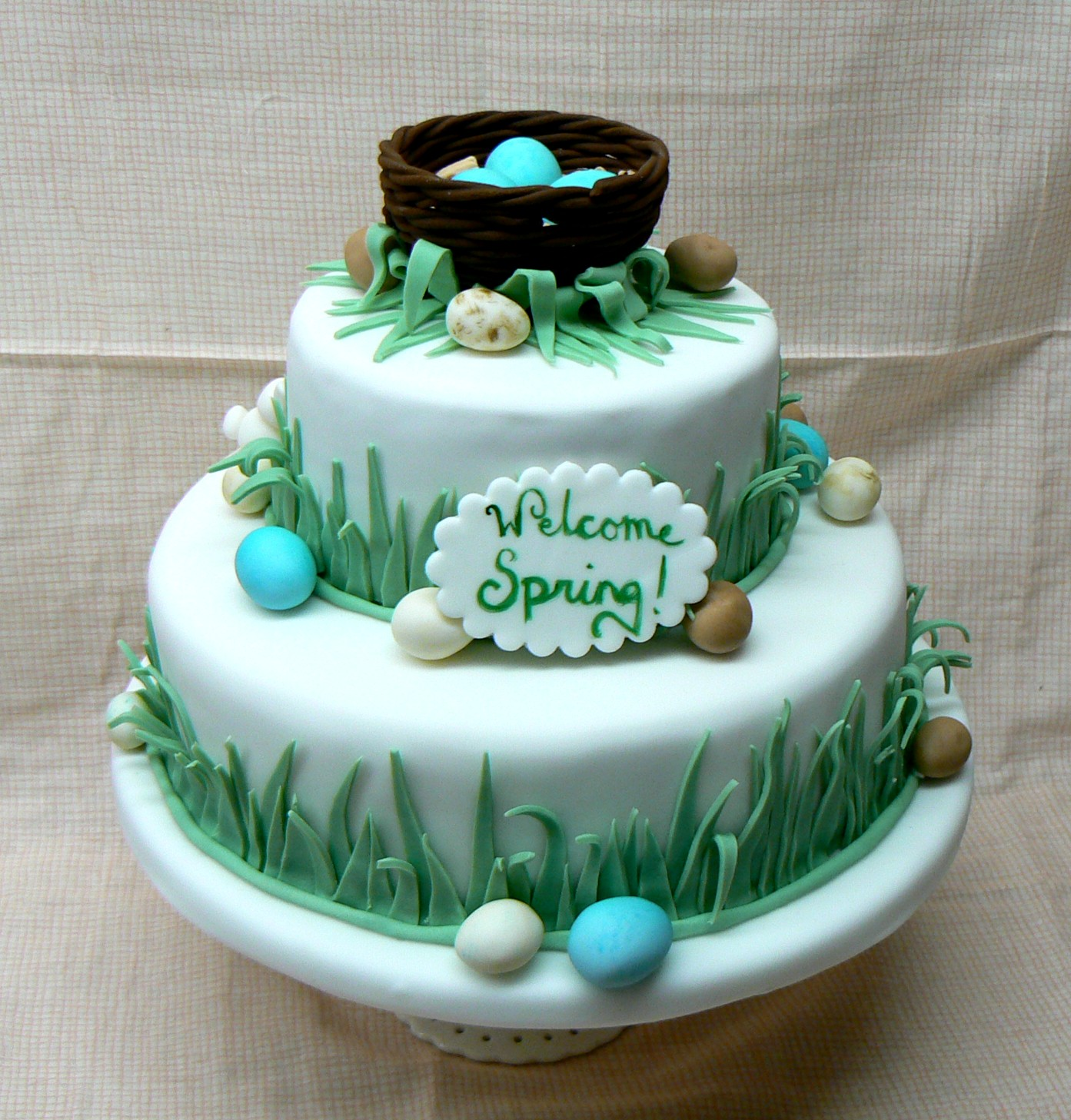
鸡蛋形状的翻糖
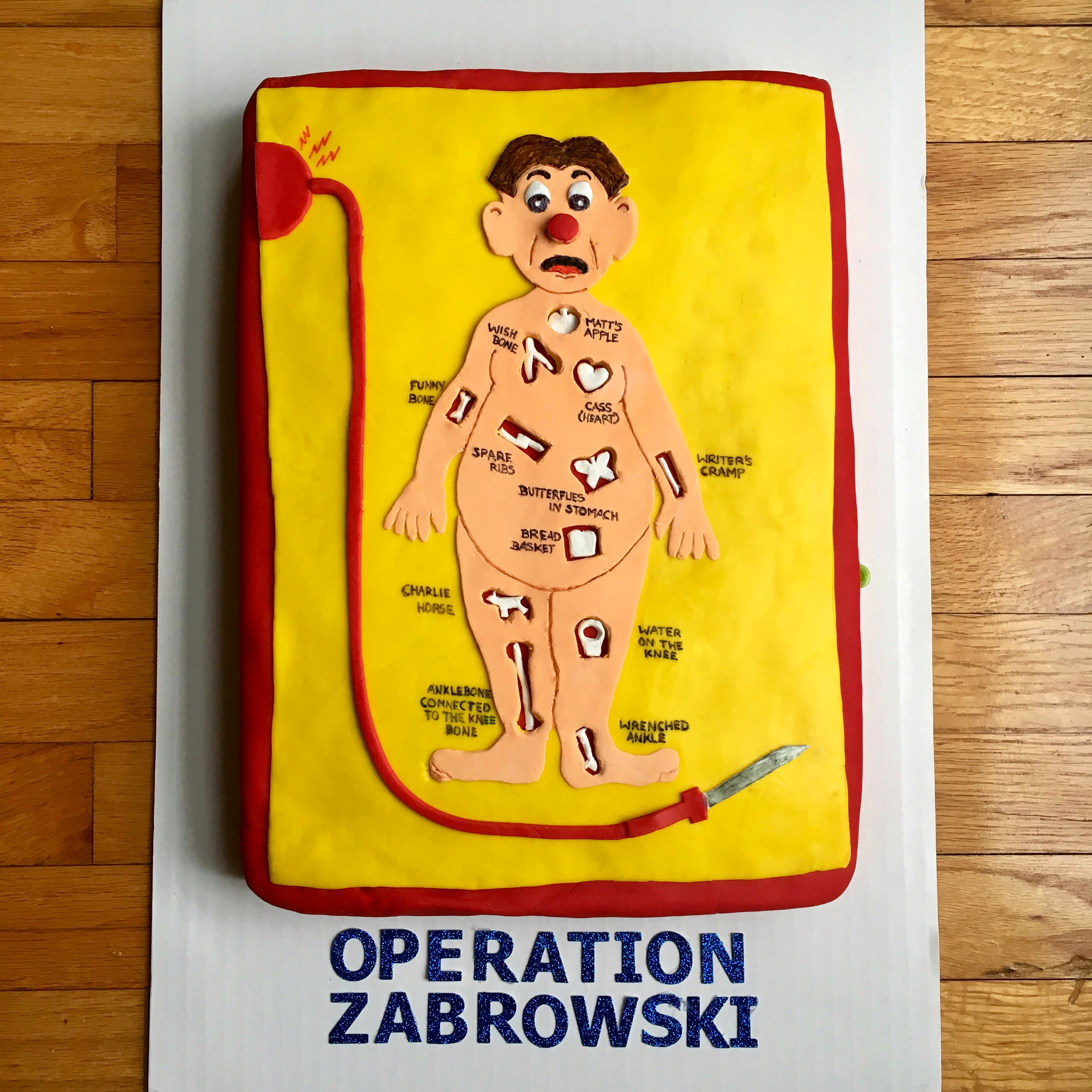
“手术示意图”翻糖蛋糕